# 帝汶鹦雀
帝汉鹦雀（学名：Erythrura tricolor）是梅花雀科鹦雀属的一种，分布于印度尼西亚和东帝汶。其全球活动范围有20,000至50,000平方千米。分布于亚热带或热带干燥森林以及干燥疏林草原。该物种的保护状况被评为无危。